# Campeonato Mundial de Halterofilia de 1997
El LXVIII Campeonato Mundial de Halterofilia se celebró en Chiang Mai (Tailandia) entre el 6 y el 14 de diciembre de 1997 bajo la organización de la Federación Internacional de Halterofilia (IWF) y la Asociación Tailandesa de Halterofilia.
En el evento participaron 332 halterófilos (189 hombres y 143 mujeres) de 51 federaciones nacionales afiliadas a la IWF.

## Medallistas

### Masculino
| Evento  | Oro                                 | Plata                              | Bronce                              |
| ------- | ----------------------------------- | ---------------------------------- | ----------------------------------- |
| 54 kg   | Lan Shizhang China 287,5            | Yang Bin China 272,5               | Wang Shin-Yuan China Taipéi 262,5   |
| 59 kg   | Stefan Gueorguiev Bulgaria 295,0    | Le Maosheng China 295,0            | Sevdalin Minchev Bulgaria 290,0     |
| 64 kg   | Xiao Jiangang China 317,5           | Hafız Süleymanoğlu Turquía 315,0   | Asif Məlikov Azerbaiyán 305,0       |
| 70 kg   | Zlatan Vanev Bulgaria 355,0         | Zhan Xugang China 352,5            | Wan Jianhui China 340,0             |
| 76 kg   | Yoto Yotov Bulgaria 367,5           | Gueorgui Gardev Bulgaria 365,0     | Waldemar Kosiński · Polonia · 362,5 |
| 83 kg   | Andrzej Cofalik · Polonia · 380,0   | Dursun Sevinç Turquía 375,0        | Krzysztof Siemion · Polonia · 372,5 |
| 91 kg   | Maxim Agapitov · Rusia · 380,0      | Tadeusz Drzazga · Polonia · 377,5  | Julio Luna · Venezuela · 377,5      |
| 99 kg   | Martin Tešovič · Eslovaquia · 400,0 | Choi Jong-Keun Corea del Sur 387,5 | Olexi Obujov · Ucrania · 385,0      |
| 108 kg  | Cui Wenhua China 415,0              | Mariusz Jędra · Polonia · 392,5    | Wesley Barnett Estados Unidos 390,0 |
| +108 kg | Andrei Chemerkin · Rusia · 462,5    | Ronny Weller · Alemania · 450,0    | Viktors Ščerbatihs Letonia 412,5    |

1. 1 2 3  Arrancada (kg) + dos tiempos (kg) = total olímpico (kg).

### Femenino
| Evento | Oro                                   | Plata                                   | Bronce                            |
| ------ | ------------------------------------- | --------------------------------------- | --------------------------------- |
| 46 kg  | Liu Ling China 175,0                  | Kunjarani Devi India 170,0              | Sri Indriyani Indonesia 170,0     |
| 50 kg  | Winarni Binti Slamet Indonesia 185,0  | Izabela Dragneva Bulgaria 185,0         | Ri Yong-Hwa Corea del Norte 180,0 |
| 54 kg  | Meng Xianjuan China 205,0             | Ri Song-Hui Corea del Norte 195,0       | Saipin Detsaeng Tailandia 195,0   |
| 59 kg  | Patmawati Abdul Wahid Indonesia 212,5 | Khassaraporn Suta Tailandia 210,0       | Naw Ju Ni Birmania 207,5          |
| 64 kg  | Chen Yanqing China 230,0              | Chen Jui-Lien China Taipéi 225,0        | Neelam Laxmi India 217,5          |
| 70 kg  | Xiang Fenglan China 235,0             | Huang Hsi-Li China Taipéi 217,5         | Ilona Dankó · Hungría · 215,0     |
| 76 kg  | Hua Ju China 247,5                    | Mária Takács · Hungría · 225,0          | Kim Soon-Hee Corea del Sur 220,0  |
| 83 kg  | Tang Weifang China 260,0              | María Isabel Urrutia · Colombia · 235,0 | Aye Mon Khin Birmania 227,5       |
| +83 kg | Ma Runmei China 252,5                 | Chen Shu-Chih China Taipéi 240,0        | Aye Aye Aung Birmania 240,0       |

1. 1 2 3  Arrancada (kg) + dos tiempos (kg) = total olímpico (kg).

## Medallero
| Núm. | País            | Oro | Plata | Bronce | Total |
| ---- | --------------- | --- | ----- | ------ | ----- |
| 1    | China           | 10  | 3     | 1      | 14    |
| 2    | Bulgaria        | 3   | 2     | 1      | 6     |
| 3    | Indonesia       | 2   | 0     | 1      | 3     |
| 4    | Rusia           | 2   | 0     | 0      | 2     |
| 5    | Polonia         | 1   | 2     | 2      | 5     |
| 6    | Eslovaquia      | 1   | 0     | 0      | 1     |
| 7    | China Taipéi    | 0   | 3     | 1      | 4     |
| 8    | Turquía         | 0   | 2     | 0      | 2     |
| 9    | Corea del Norte | 0   | 1     | 1      | 2     |
| 9    | Corea del Sur   | 0   | 1     | 1      | 2     |
| 9    | Hungría         | 0   | 1     | 1      | 2     |
| 9    | India           | 0   | 1     | 1      | 2     |
| 9    | Tailandia       | 0   | 1     | 1      | 2     |
| 14   | Alemania        | 0   | 1     | 0      | 1     |
| 15   | Colombia        | 0   | 1     | 0      | 1     |
| 16   | Birmania        | 0   | 0     | 3      | 3     |
| 17   | Azerbaiyán      | 0   | 0     | 1      | 1     |
| 17   | Estados Unidos  | 0   | 0     | 1      | 1     |
| 17   | Letonia         | 0   | 0     | 1      | 1     |
| 17   | Ucrania         | 0   | 0     | 1      | 1     |
| 17   | Venezuela       | 0   | 0     | 1      | 1     |
|      | TOTAL           | 19  | 19    | 19     | 57    |